# Периодизација (књижевност)
Постоје различити видови периодизације књижевности: хронолошки тј. по вековима или неким мањим периодима, нпр. деценијама итд, затим по друштвено политичким периодима, где су границе одређени датуми друштвене историје и најзад по књижевним правцима и школама. У чланку који следи примењен је трећи вид периодизације уз напомену да сви видови периодизације имају своје мањкавости. Мањкавост периодизације по школама и правцима је тај да се сваки нови правац у уметности развија из крила старог и не укида га својом појавом, а у стваралаштву неких писаца су заступљени различити покрети и школе, те отуд периодизацију не треба посматрати егзактно, већ условно.
Четири основна периода књижевности су антика, средњи век, ренесанса и нови век.
Најлепше, најсавршеније и најоригиналније што је човечанству, бар оном европоцентричног културног круга, дала античка књижевност дошло је са грчког тла. Почетак књижевности овог периода пада између X и VII века п. н. е, то јест кад су Хомер и Хезоид створили прве епове Илијаду, Одисеју, Теогенију итд, а завршава се затварањем филозофске школе у Атини 529. године. Дакле, укупно се протеже кроз 13–15 векова. 
У оквиру антике разликујемо два велика периода - хеленски или класични период, који је трајао од Хомера до IV века п. н. е, и хеленски период од III века п. н. е. до 529. године н.е. У оквиру оба ова периода разликујемо неколико потпериода. Тако се хеленско доба дели на: јонско доба (од почетних дела до Саламинске битке, а сам назив долази од речи Јонија тј. малоазијска Грчка.) и на атичко доба (од највећег процвата Атине после Саламинске битке до смрти Александра Великог). У јонском периоду осим поменутих епских песника стварају и чувени лиричари Архилох, Сиолон, Сапфа, Анакреонт, Арион и Пиндар. У атичком периоду драмска поезија достиже свој врхунац у делима трагичара Есхила, Софокла и Еврипида и комедиографа Аристофана.
Хеленско доба се дели на: александријиско доба, названо тако по граду Александрији, највећем средишту грчке културе у III и II века п. н. е. и римско доба које започиње око 30. године п. н. е. и траје до године која се сматра крајем антике, тј. 529. н.е. 
Под појмом римска књижевност подразумевају се дела настала на латинском језику у периоду између III века пре н. е и VI в. н. е, на подручју римске државе, коју је насељавало племе Латини, а чији је центар био брежуљак Палатин. Ова књижевност се најпре развијала под утицајем Етрураца, који су живели на подручју данашње Тоскане и имали врло развијену цивилизацију.
Утицај Грка се осећа тек после I пунског рата када победнички народ широм отвара врата култури побеђених или како је то сликовито рекао Хорације: Освојена Грчка освојила је суровог победника и унела уметност у сељачки Лациј. И у оквиру римске књижевности разликујемо неколико периода: архајско раздобље, кад су стварали највећи римски комедиографи Плаут и Теренције; затим Цицероново раздобље, кад су најзначајнији представници Катул и неотерици; па августово раздобље, када је Римом владао Гај Октавије Август, а стварали су највећа пера римске антике: Хорације, Вергилије, Овидије, Тибул, Пропреције итд. и поставгустовски период кад су се претежно неговале мање књижевне врсте, сатира, епиграм, басна, чији су главни представници Марцијал, Јувенал итд. а у области реторике Квинтилијан.
Хуманизам и ренесанса се нису ширили истовремено у свим земљама Европе, па зависно од средишта хуманистичких утицаја разликујемо следеће развојне фазе: трећенто, петраркизам, калвинизам, реформација, елизабетанско доба, барок и рококо и класицизам.
Ново доба обухвата следеће периоде:
- просветитељство и сентиментализам,
- преромантизам и романтизам,
- реализам, и натурализам
- парнасизам и симболизам,
- импресионизам и
- модерна књижевност и
- постмодернизам